# Kreuz Schweinfurt/Werneck
Kreuz Schweinfurt/Werneck is een knooppunt in de Duitse deelstaat Beieren.
Hier sluiten de A70 vanaf Dreieck Bayreuth/Kulmbach en de B26a vanuit Arnstein aan op de A7 Deense grens ten noordwesten van Flensburg-Oostenrijkse grens ten zuidoosten van Füssen.

## Geografie
Het knooppunt ligt in de gemeente Werneck. 
Nabij gelegen deelgemeenten van Werneck zijn Stettbach, Eckartshausen en Rundelshausen.
Het knooppunt ligt ongeveer 10 km ten westen van Schweinfurt, ongeveer 55 km ten noorden van Würzburg en ongeveer 55 km ten zuiden van Fulda.

## Configuratie
Knooppunt
Het knooppunt is een mix tussen een klaverbladknooppunt en een windmolenknooppunt, een zogenaamd klavermolenknooppunt.
Rijstrook
Nabij het knooppunt heeft de B26a 2x1 rijstrook, zowel de A7 als de A70 hebben 2x2 rijstroken.

## Verkeersintensiteiten
Dagelijks passeren ongeveer 70.000 voertuigen het knooppunt.
|+Handmatige verkeerstelling van 2010 
| As       | Van                    | Naar                       | Gemiddeld aantal voertuigenper dag | Percdentage vrachtverkeer |
| -------- | ---------------------- | -------------------------- | ---------------------------------- | ------------------------- |
| As West  | B 26a Arnstein         | AK Schweinfurt/Werneck     | 4.700                              | 9,8 %                     |
| As Oost  | AK Schweinfurt/Werneck | AS Werneck (A 70)          | 43.000                             | 15,8 %                    |
| As Noord | AS Wasserlosen (A 7)   | AK Schweinfurt/Werneck     | 41.800                             | 20,5 %                    |
| As Zuid  | AK Schweinfurt/Werneck | AS Gramschatzer Wald (A 7) | 56.400                             | 15,8 %                    |

## Richtingen knooppunt
| Aansluitende wegen                                     | Aansluitende wegen                              | Aansluitende wegen | Aansluitende wegen | Aansluitende wegen               |
| ------------------------------------------------------ | ----------------------------------------------- | ------------------ | ------------------ | -------------------------------- |
|                                                        |                                                 |                    |                    | richting Fulda / Kassel Hannover |
|                                                        |                                                 |                    |                    |                                  |
| richting Arnstein / Karlstadt                          | richting Werneck / Schweinfurt Bamberg / Erfurt |                    |                    |                                  |
|                                                        |                                                 |                    |                    |                                  |
| richting Würzburg / Ulm Stuttgart Neurenberg / München |                                                 |                    |                    |                                  |